# Silent Hill: Homecoming
Silent Hill: Homecoming (サイレントヒル ホームカミング?, Sairento Hiru: Hōmukamingu) è il quinto capitolo della serie di videogiochi survival horror Silent Hill, complessivamente il sesto della serie. Il gioco è stato annunciato l'11 luglio 2007 da Konami alla sua conferenza stampa dell'E3, ed era originariamente intitolato Silent Hill V. Questo capitolo segue il viaggio di Alex Shepherd, un soldato di ritorno dalla guerra, nella sua città natale Shepherd's Glen, dove trova la città nel caos, e suo fratello minore scomparso. Mentre continua nella ricerca di suo fratello, scoprirà di più sull'Ordine del culto di Silent Hill, così come la storia della città, e il proprio passato.
Il gioco è stato pubblicato il 30 settembre 2008 in Nord America per Xbox 360 e PlayStation 3, e la versione Microsoft Windows è stata distribuita per il Nord, Centro e Sud America il 6 novembre 2008 in esclusiva attraverso Valve. Tutte le versioni sono state commercializzate contemporaneamente in Europa, tra cui una versione retail di Windows, il 27 febbraio 2009. Il gioco ha ricevuto generalmente buone recensioni da parte della critica, con reazione positiva alla grafica, audio e ambienti, e reazione inferiore al gameplay e allo scenario, e alcuni elementi horror.

## Trama
Alex è il protagonista del gioco. All'inizio è legato a una barella mentre un improbabile inserviente, con il camice imbrattato di sangue, lo trasporta lungo il buio corridoio di un ospedale chiamato Alchemilla, il quale compare anche negli altri episodi della saga. Alex sembra non capire cosa gli stia succedendo; rivolge domande all'inserviente, ma questi lo ignora. Accompagnato da immagini di tortura, Alex viene portato in una sala operatoria dove l'inserviente lo lascia, e va via. Il soldato allora ne approfitta per liberarsi dalle cinghie che lo legano alla barella. Incomincia a vagare per le varie aree dell'ospedale finché non si accorge della presenza di Joshua, il suo fratellino. Questi, dopo aver ricevuto in consegna un coniglietto di pezza (Robbie the Rabbit, la mascotte del Lakeside Amusement Park), sparisce. Alex gli corre dietro, ed entra in un ascensore: non riuscirà a finire la sua corsa, poiché dalle porte dell'ascensore fuoriesce una gigantesca lama (probabilmente di Pyramid Head) che lo trafigge.
Alex si sveglia di soprassalto, allarmando il camionista che gli sta dando un passaggio fino al suo villaggio natale (Shepherds Glen) tra l'altro il camionista è Travis Grady, il protagonista di Silent Hill: Origins. Sheperd's Glen è una cittadina vicina a Silent Hill, dove l'Ordine possiede diverse ramificazioni. Fu fondata da quattro famiglie: i Bartlett, gli Holloway, i Fitch e gli Sheperd (nonché famiglia del protagonista), ognuna invischiata nelle misteriose vicende della città.
Tornato a casa, Alex trova la madre che, in stato confusionale, farfuglia frasi insensate che hanno a che fare con la scomparsa di Joshua e Adam, rispettivamente suo fratello e suo padre. Non sapendo che cosa fare, Alex si mette immediatamente alla loro ricerca, ma si accorge ben presto che nella sua cittadina qualcosa non va. In seguito a uno svenimento, si ritrova misteriosamente nella città di Silent Hill, recintata da filo spinato e definitivamente abbandonata. Alex nella sua ricerca di Joshua incontra Elle Holloway, sua vecchia amica di infanzia, che appena lo vede lo abbraccia felicissima per averlo rivisto. Elle spiega che progressivamente sempre più persone stanno scomparendo e lei è costretta ad attaccare sempre nuovi manifesti. Elle consegna infine una radio ad Alex sperando che lo possa aiutare. Alex incontra poco dopo nell'officina dell'aggiustatutto Curtis Ackers. Questo rivela in modo indiretto che il tempo a Sheperd's Glen sembra essersi fermato, poiché tutti gli orologi della cittadina si sono fermati alla stessa ora: 2:06. Per evitare di impazzire, Curtis si è concentrato nella riparazione degli oggetti della sua officina. Alex domanda se sappia qualcosa di Joshua, e Curtis replica di non saperlo e che forse il sindaco Bartlett sa ciò che sta accadendo. Dopo l'improvvisa comparsa della nebbia e dei mostri che hanno invaso la cittadina, il sindaco sembra essere impazzito, rimanendo nel cimitero di Sheperd's Glen a scavare tombe in modo ossessivo. Col proseguire degli eventi Alex scopre che le quattro famiglie che fondarono le cittadina Sheperd's Glen erano membri del culto che venerava il dio di Silent Hill (molto probabilmente l'entità maligna combattuta e affrontata nei precedenti capitoli). Per non provocare le ire del dio, essi accettarono un patto: ogni cinquant'anni un figlio delle famiglie avrebbe dovuto essere dato in sacrificio al dio, ucciso per mano dei propri genitori. L'orribile patto che stipularono venne tenuto segreto perché i cittadini non venissero a sapere la verità. Gli ultimi bambini che erano stati sacrificati al rituale furono: Joey; il figlio del sindaco Bartlett che venne seppellito vivo dal padre. Scarlet; figlia del dott. Fitch che venne infine smembrata orribilmente dal padre. Nora; la figlia del giudice Holloway e sorella minore di Elle la quale venne strangolata dalla madre. Joshua il fratello minore di Alex in quanto figlio più piccolo degli Sheperd avrebbe dovuto essere sacrificato anch'egli al dio. Poco prima che giungesse il giorno del sacrificio, tuttavia, Alex aveva causato accidentalmente la morte del fratellino che aveva inciampato battendo la testa sull'angolo della barca. Alex provava gelosia nei confronti del fratello più piccolo, poiché i genitori lo escludevano dalla maggior parte delle cose familiari. La verità era che i genitori sapevano che presto avrebbero dovuto uccidere Joshua per rispettare il patto, e avevano trattato in modo così distaccato Alex per tenerlo al sicuro. I genitori non ebbero la forza di sacrificare Alex e lo mandarono in un ospedale psichiatrico distrutti dai sensi di colpa per quello che era accaduto a Joshua. Alex rimosse dalla memoria l'accaduto, autoconvincendosi di essere diventato un militare e di essere andato in guerra. Contemporaneamente, con l'accidentale morte di Joshua, l'accordo col dio era stato spezzato e la sua ira si era abbattuta su Sheperd's Glen facendola finire nella dimensione da incubo di Silent Hill. Alex intanto era stato infine dimesso dall'ospedale, probabilmente perché i medici avevano visto dei miglioramenti e giudicando che non fosse un pericolo per le altre persone, nonostante continuasse a non ricordare nulla e credendo ancora di essere un militare. Poiché l'ospedale di Alex era vicino a Silent Hill, probabilmente la città infine lo chiamò a sé. O forse Joshua stesso chiamò Alex nella cittadina perché ricordasse ciò che aveva dimenticato e gli desse la possibilità di redimersi (all'inizio della storia, Joshua si presenta in sogno ad Alex che cerca di guidarlo). Joshua, essendo morto, era diventato un fantasma e vagava per gli anfratti di Sheperd's Glen e di Silent Hill. In certi momenti si manifesta di fronte ad Alex, dandogli degli indizi per fargli ricordare ciò che aveva dimenticato. Alex dovrà fare i conti col proprio passato affrontando i suoi demoni che aveva seppellito dentro di sé in modo da trovare la propria redenzione.

### I Personaggi
- Alex Shepherd - il protagonista. Un giovane soldato reduce della Guerra del Golfo, che ritornato al suo villaggio natale, prende atto della scomparsa del padre e del fratello, e si mette sulle loro tracce. Ha un fratello minore di nome Joshua Shepherd. Scomparso in seguito alla venuta degli adepti dell'Ordine.
- Joshua Shepherd - fratello minore di Alex. Compare all'inizio della storia nei sogni di Alex, che gli suggerisce di essersi dimenticato di qualcosa, facendosi inseguire dal fratello Alex che tenta sempre di raggiungerlo. Appare e scompare nelle cittadine Shepherd's Glen e Silent Hill guidando il fratello portandolo in alcuni posti. Col proseguire della storia si scopre che Joshua era stato designato dai genitori come la quarta vittima sacrificale da offrire al dio di Silent Hill per onorare il patto diabolico che le quattro famiglie che fondarono Shepherd's Glen fecero per salvare la cittadina dalla sua ira. I genitori ricoprirono di attenzioni Joshua e si distaccarono da Alex per poterlo salvare. Alex tuttavia, divorato dalla gelosia per come i genitori viziavano il fratello minore, decise infine di fare un giro notturno con lui in barca, per sapere direttamente da Joshua il motivo per cui i genitori si concentravano esclusivamente su di lui. Joshua si pavoneggiò con arroganza di essere speciale, mostrando infine l'anello regalatogli dal padre il quale gli aveva chiesto esplicitamente di non farlo vedere a suo fratello. Alex prese con forza l'anello per vederlo. In una piccola colluttazione Joshua inciampò battendo la testa sulla prua morendo così sul colpo. Nonostante fosse morto, lo spirito di Joshua non trovò la pace, rimanendo a infestare Shepherd's Glen dopo che la dimensione oscura divorò la cittadina. Joshua si manifestò di fronte ad Alex per guidarlo verso la verità. Molto probabilmente lo spirito di Joshua rimase intrappolato fra le dimensioni a causa di avere perso la vita nel mezzo del lago che collega Silent Hill e Shepherd's Glen. Come mostrato nei precedenti capitoli le entità possono agire anche oltre i confini di Silent Hill.
- Adam J. Shepherd - il padre di Alex e lo sceriffo di Shepherd's Glen. Un uomo dal carattere molto duro, si vedrà nel gioco poche volte, e per la maggior parte in flashback di Alex. La moglie Lilian crolla in stato catatonico dopo la scomparsa del figlio minore, Joshua. Sono in realtà membri della setta di Silent Hill, discendenti di una delle quattro famiglie fondatrici della cittadina Shepherd's Glen. Hanno scelto di sacrificare il figlio più piccolo Joshua per onorare il patto fatto col dio della setta. Il motivo per cui si estraniarono da Alex fu perché volevano che almeno uno dei loro figli vivesse. Venendo meno al patto vengono catturati dalla congrega dove il peso dei loro peccati e delle loro colpe li porterà alla morte. Spetterà ad Alex scegliere se perdonarli per le loro azioni, potendoli così salvare dalla dannazione.
- Elle Holloway - l'amica d'infanzia di Alex e la figlia del giudice di corte del tribunale di Shepherd's Glen. Lo aiuterà nella ricerca dei bambini scomparsi. Nonostante il tempo passato Elle ricorda ancora Alex e il tempo che avevano passato insieme da bambini e di essere felice nel essersi ritrovati. Quando la città sprofonda nella dimensione da incubo Elle non scompare, probabilmente per essere una delle poche persone buone e oneste della città. Elle Ha una sorella, Nora Holloway, morta in circostanze misteriose. Verso la fine si scoprirà che Nora è stata uccisa dalla madre strangolandola in un sacrificio al dio del culto di Silent Hill. La madre tenterà infine di uccidere anche lei per onorare il patto, con l'entità, ma Elle verrà salvata tempestivamente da Alex che trae in salvo.
- Il signor Bartlett - il sindaco di Shepherd's Glen. Suo figlio, Joey Bartlett, è morto in circostanze misteriose. È affetto dall'ossessione di scavare tombe e alcolismo. Viene rilevato infine di avere ucciso il figlio seppellendolo vivo per sacrificarlo al culto di Silent Hill. Bartlett è distrutto dalla colpa per avere ucciso il figlio. Viene ucciso da Joy stesso tramutatosi in un mostro abominevole.
- Dott. Fitch - uno dei pochi dottori presenti nella piccola comunità di Shepher's Glen, affetto da tendenze autolesioniste e suicide. Ha perso la figlia Scarlet Fitch, cui era molto affezionato. Il dott. Fitch ha in realtà ucciso sua figlia smembrandola per rispettare il patto oscuro fatto col dio della setta di Silent Hill.
- Curtis Ackers - l'aggiustatutto di Sheperd's Glen, e collaboratore dell'Ordine. È il primo che rivela in modo indiretto ad Alex che il tempo a Shepherd's Glen si è fermato alle 2:06 poiché tutti gli orologi della cittadinà si sono fermati esattamente alla stessa ora. Viene ucciso da Alex poiché era sul punto di squartare Elle.
- Vice-sceriffo Wheeler - il vice-sceriffo di Shepherd's Glen. Aiuterà Alex per una buona parte del gioco, grazie al suo potente fucile. Insieme ad Elle e Alex è l'unico di tutta la cittadina finito nell'altra dimensione a non scomparire o a essere ucciso dai mostri. Essendo probabilmente l'unica persona onesta e di buon cuore.
- Travis Grady - il protagonista di Silent Hill: Origins. Compare in un cameo nel filmato del prologo, dove dà un passaggio ad Alex fino a Shephed's Glen.

### Le Creature
- Infermiere - ritornano le infermiere del secondo episodio della serie. I movimenti (convulsi), le fattezze (volto sfigurato e inumano, senza capelli), le forme (decisamente prosperose) e le caratteristiche ricordano quelle del film. Sono armate di bisturi, e di un coltello sottile più in seguito, quando diverranno più aggressive. Sono attratte dalla luce della torcia di Alex e sino a quando non la vedono rimangono immobili. È il primo incontro di Alex nell'ospedale Alchemilla.
- Feral - simili nelle fattezze ai Groaner di Silent Hill. Più agili che mai, questi mostri dalle sembianze di un cane senza pelle daranno parecchio filo da torcere al soldato Alex.
- Swarm - insetti molto fastidiosi, ma facilmente eliminabili. Si attaccano al corpo di Alex succhiandogli salute.
- Lurker - creature dalle forme umanoidi, senza faccia ma con una bocca dentata che va dall'alto verso il basso, le lunghe gambe unite che vengono trascinate e dai lunghi artigli. Particolarmente rapidi ma deboli, preferiscono attaccare Alex da sott'acqua o compiendo agguati.
- Smog - questa creatura è una evoluzione del Lying Creature di Silent Hill 2 e di Silent Hill: Origins, sono però più alti e forti rispetto ai predecessori e presentano protuberanze incandescenti sul corpo. Cercherà di soffocare Alex grazie al fumo tossico contenuto nei polmoni.
- Needler - mostri simili a dei grandi ragni dalle dimensioni e l'aspetto umanoidi. Camminano su quattro zampe tenendo la schiena verso il basso e le lunghe gambe affilate come rasoi davanti, pronte ad attaccare. La testa si trova rivolta al contrario, in mezzo a queste, per simboleggiare il parto.
- Schism - queste creature hanno fattezze umane con una testa simile a quelle di un pesce martello, puntata verso il basso che lo Schism usa come se fosse una mannaia. La lunga bocca suddivide la testa in due sezioni a simboleggiare una personalità divisa, questo simbolo viene rafforzato dal fatto che le sue mani puntano una davanti e l'altra (piegata in modo innaturale) dietro. Alex vi avrà a che fare per la prima volta nel commissariato di Sheperd's Glen.
- Siam - questa creatura sembra essere la fusione dei corpi di un uomo e una donna, attaccati per la schiena. È molto simile a un mostro di Silent Hill 2, chiamato Mandarin.
- Adepti dell'Ordine - si suppone siano abitanti di Sheperd's Glen devoti all'ordine vestiti da minatori, possono essere armati con un tubo di ferro o con fucili.

#### Boss
I primi quattro sono in realtà i bambini: Joey, Scarlet, Nora e Joshua, sacrificati dai loro genitori per rispettare un patto oscuro col dio del culto di Silent Hill. I genitori sono macchiati del peccato orribile di averli sacrificati e uccisi. Joshua a differenza degli altri perse accidentalmente la vita prima che giungesse il giorno del sacrifico. Il patto in tal modo venne meno e l'ira del dio inghiottì la cittadina trasportandola nell'altra dimensione. Qui i bambini si trasformarono in mostri abominevoli.
- Sepulcher - il primo boss che Alex dovrà sconfiggere, una enorme creatura dalla pelle molto pallida e priva della parte del corpo dal torso in giù. Attacca principalmente con le braccia, cercando di colpire Alex con potenti pugni. È Joey, il figlio del sindaco Bartlett. Il sindaco lo offri al dio del culto seppellendolo vivo nel cimitero.
- Scarlet - il secondo boss del gioco è nientedimeno che la defunta figlia del dott. Fitch, tramutatasi in un mostro dalle fattezze di un manichino coperto di sangue e dalla testa mezza fracassata. È dotata di una agilità inconsueta per i mostri di Silent Hill. Il dott. Fitch la offrì al dio del culto uccidendola brutalmente, smembrandola.
- Asphyxia - il terzo boss di questo Silent Hill. Rispetto a Scarlet è molto più goffo, anche se ha più attacchi. Sembrerebbe un insieme di corpi nudi maschili e femminili che si soffocano a vicenda. Si tratta di Nora, la figlia del giudice Holloway e sorella minore di Elle. È stata uccisa dalla madre che l'ha strangolata offrendola al dio della setta di Silent Hill.
- Amnion - l'ultimo e più temibile di tutti i boss. Questa creatura è un misto tra un essere umano e un ragno robotico: si presenta con il corpo di un essere umano, con una pancia spropositata, sorretta da 8 zampe robotiche, mentre il viso è "tagliato" in diverse sezioni. È la reincarnazione di Joshua.
- Uomo Nero - in realtà si tratta di Pyramid Head di Silent Hill 2. Non lo si affronterà mai, ma più volte incrocia il cammino di Alex nel corso della sua missione. È lui a uccidere Alex nell'incubo iniziale, così come sarà lui a tagliare in due il padre di Alex. Sembra tuttavia che voglia spingere il protagonista a ricordare gli eventi dolorosi del proprio passato che ha dimenticato. Come accennato negli altri capitoli Pyramid Head, rappresenta l'accettazione della propria parte oscura di se stessi affinché in tal modo se accettato porterà alla propria redenzione.

## Modalità di gioco
Homecoming presenta un sistema di combattimento del tutto nuovo che sfrutta le capacità militari del protagonista Alex Shepherd grazie a un sistema di combo e schivate. Anche l'uso delle armi da fuoco è radicalmente cambiato e dalla mira automatica dei precedenti episodi adesso il protagonista dispone di mira manuale che ricorda vagamente Resident Evil 4. Tuttavia, la struttura del gioco è stata sviluppata affinché il giocatore tenda a non usare armi da fuoco né all'obbligo di combattere a tutti i costi preferendo così la fuga.

## Finali
I cinque finali di Silent Hill: Homecoming si ottengono in seguito a determinate scelte, effettuate durante la partita.
- Good - Alex ed Elle si ritrovano in superficie, e decidono di ricostruire il loro rapporto di amicizia. Per ottenerlo, è necessario uccidere la madre di Alex (su sua stessa richiesta), e perdonare il padre nel confessionale. Superati insieme le difficoltà e sconfitti i propri demoni, Alex ed Elle possono finalmente lasciare Silent Hill ritornando nel mondo reale.
- In the water - Alex si risveglia dall'incubo legato nella vasca di casa sua. Poco dopo entra il padre, afferra Alex per il collo e lo spinge sott'acqua annegandolo. Adempie così il proprio obbligo verso Sheperd's Glen. Per ottenerlo, è necessario uccidere la madre di Alex, ma non perdonare il padre nel confessionale.
- Bogeyman - Alex si risveglia, costretto a una sedia da una fune. Due Uomini Neri intrappolano la sua testa in una grossa piramide metallica, facendo di Alex uno di loro. Per ottenerlo, è necessario non uccidere la madre di Alex, non perdonare il padre nel confessionale, e non salvare Wheeler.
- Hospital - Alex si risveglia su di un lettino ospedaliero simile a quello visto nel filmato iniziale del gioco, ed è circondato da due dottori che cercano di "curarlo" con l'elettroshock. Lascia forse intendere che Alex soffre di disturbi psichici e la sua avventura è stata solo il frutto di un sogno. Tuttavia, l'ospedale di Alex si trovava nei pressi di Silent Hill. Lasciando presumere che sia stata la volontà della cittadina a guidarlo a essa. Un altro fatto è che all'inizio della storia nel sogno di Alex compare Joshua che sembra volere guidare il fratello. Ciò fa presumere che sia stato lo spirito di Joshua a condurre Alex a Silent Hill, anche se in modo non del tutto chiaro. Per ottenerlo, è necessario non uccidere la madre di Alex, e perdonare il padre nel confessionale.
- UFO - Alex ed Elle si ritrovano in superficie, ma all'improvviso un disco volante li solleverà da terra, portandoli via nello spazio. Wheeler, che vede tutto, non può far altro che imprecare. Per ottenerlo, è necessario non uccidere la madre di Alex, non perdonare il padre nel confessionale e salvare Wheeler.

## Accoglienza
| Testata         | Versione | Giudizio |
| --------------- | -------- | -------- |
| Play Generation | PS3      | 88/100   |

Ha un Metascore del 70% da parte della critica e del 68% da parte dell'utenza.
La rivista Play Generation diede alla versione per PlayStation 3 un punteggio di 88/100, apprezzando la stupenda atmosfera, la storia intrigante e gli enigmi interessanti e come contro l'assenza di novità rispetto ai predecessori e la storia con passaggi "deboli", finendo per trovarlo un buon survival horror, in parte già visto, ma ottimo per trascorrere alcune angoscianti notti ad investigare sui misteri di Silent Hill.

## Curiosità
- Al pari dei suoi predecessori, anche in questo capitolo della serie è possibile sbloccare diversi costumi per personalizzare Alex durante la sua avventura. I costumi vengono assegnati sulla base dei finali ottenuti. Avremo infatti: Alex in maglietta e jeans neri; Alex vestito come Travis di Origins; Vice-Sceriffo Alex; Alex in divisa da chirurgo; Alex Membro dell'Ordine; Alex con il copricapo dell'Uomo Nero.
- Terminando una partita in modalità Difficile, oppure in modalità Normale raccogliendo tutte le foto e i disegni, alla fine del filmato finale ci sarà una piccola scena extra, che mostra Joshua seduto sul suo letto, con in mano la sua macchina fotografica, che sorride e scatta una foto.